# Кладо, Дильбар Николаевна
Дильба́р Никола́евна Кла́до (род. 20 декабря 1943 года) — советский и российский журналист, сценарист. Дочь советского кинокритика, киноведа, сценариста и режиссёра Николая Николаевича Кладо. Вторая жена академика Алексея Яблокова, председатель президиума ЯблоковФонда.

## Биография
Родилась 20 декабря 1943 года в Сталинабаде. Отец — Николай Николаевич Кладо, писатель, сценарист, критик. Мать — Би-Зумрат Насырова, актриса.
С 1957 года живёт в Москве. Окончила филологический факультет МГУ им. Ломоносова в 1967 году. Работала литературным сотрудником в редакции журнала ЦК ВЛКСМ «Ровесник», старшим редактором в Студии документальных фильмов творческого объединения «Экран» Гостелерадио СССР, редактором, комментатором в Главной редакции пропаганды и редакции научно-популярных программ Центрального телевидения, телеведущей передач «Сельский час», «Накануне», «Экология. Общество. Человек», «Земля людей».
Наиболее заметные телепередачи, а также публицистические издания с участием Дильбар Кладо объединены экологической проблематикой: о последствиях катастрофы на сельских территориях Чернобыльской зоны; об опасностях химизации сельского хозяйства; об аварийной утечке штамма сибирской язвы (при производстве биологического оружия) в Свердловске; о жизни людей рядом с воронкой атомного взрыва в мирных целях в Якутии и заброшенным ториевым карьером под Свердловском; о радиоактивном «загрязнении» прибрежных вод Новой Земли; о влиянии Красноярского и Томского плутониевых производств на жителей «закрытых городов».
С 1990 года Дильбар Кладо — жена и соратник известного учёного и общественного деятеля А. В. Яблокова.
8 июня 2000 года в Касимове закончился судебный процесс над двумя преступниками, напавшими за год до этого на Алексея Яблокова и Дильбар Кладо. Нападавшие преследовали машину, управляемую Яблоковым, повредили автомобиль, разбили стёкла, угрожали самому водителю и его супруге. Следствие велось со значительными нарушениями процессуальных норм. Из уголовного дела пропали важные документы. Первое судебное дело представило случившееся как мелкое хулиганство и было отправлено на дополнительное расследование, а после обращения в Генеральную и Рязанскую прокуратуру (в котором было высказано предположение, что мотивом преступления была попытка устранить известного эколога А. Яблокова из-за его связей с «Хранителями радуги» и поддержки радикальных экоактивистов в Касимовском районе) дело было быстро завершено и передано в суд. Преступники были взяты в зале суда под стражу.
Дильбар Кладо по состоянию на 2020 год является председателем президиума Фонда сохранения интеллектуального наследия А. В. Яблокова (ЯблоковФонда) и директором интерактивного музея «ЯблоковДом» в деревне Петрушово Касимовского района Рязанской области. Ею была подготовлена к изданию книга «ЯблоковСад». ЯблоковФонд поддержал борьбу российских движений и организаций против ввоза отвального гексафторида урана в Россию из Германии.
С 2016 года Дильбар Кладо — участник международного экспертно-просветительского сообщества SEU-International.
В 2019 году Дильбар Кладо была приглашена в состав жюри международного литературного конкурса «Скромный гений», проведённого издательством «Союз писателей» к 105-летию Вадима Шефнера. Ранее, в 2013 году, приглашалась в оргкомитет конкурса рукописей для серии брошюр «Популярная экология» под эгидой партии «Яблоко — Зелёная Россия».

## Фильмы
После передачи «Экология и права человека» цикла «Экология. Общество. Человек» Дильбар Кладо неоднократно возвращалась к этой теме. Фильм «Эффект ящерицы» состоит из нескольких новелл, повествующих о том, как и почему фабрикуются «шпионские дела» в отношении независимых экологов. Фильм был номинирован на Международном фестивале экологических фильмов в Словакии, а также получил главный приз Конкурса Уполномоченного по правам человека РФ.
Фильм «Эффект ящерицы» и другие документальные фильмы были произведены общественным просветительским объединением «Накануне», которое Дильбар Кладо основала после вынужденного ухода с телевидения. Другие фильмы объединения «Накануне» — «Пространство Чернобыля» (гран-при на Международном кинофестивале в Минске), «Город мой…» (приз на Всероссийском фестивале экологических фильмов).

## Семья
Сын — Сергей Анатольевич Кладо (писатель, директор ЯблоковФонда), внуки — Антон Кладо, Анна Кладо.